# دساسة لانزاي
دساسة لانزاي، أو سقنقورية لانزا، هو نوع من السقنقوريات، وهو سحلية في عائلة السقنقورية. هذا النوع مستوطن في المغرب.

## التصنيف
يعتبر دساسة لانزاي نوعًا فرعيًا من سقنقوريات الجبال وسقنقوريات العين.

## علم أصول الكلمات
الاسم المحدد، لانزاي، تكريما لعالم الزواحف الإيطالي بينيديتو لانزا.

## الموطن
عادة ما توجد C. لانزاي في مناطق الغابات والأراضي العشبية، وهي شائعة في المناطق التي يمكن العثور عليها فيها.

## حالة الحفظ
من غير المحتمل أن يَتعرض هذا النَوع لتهديدٍ خطير، على الرغم من أنها تأثرت من تدهور الموائل بسبب الرعي الجائر.

## التكاثر
الإناث البالغات من النوع C. لانزاي تلد صغارًا أحياء.

## قراءات إضافية
- Georges Pasteur [الإنجليزية] (1967). "Notes sur les sauriens du genre Chalcides (Scincidés). II. Premièr note sur le complexe de Chalcides ocellatus, avec description de Chalcides ocellatus lanzai". Bulletin de la Société des Sciences Naturelles et Physiques du Maroc 47: 395–398. (Chalcides ocellatus lanzai, new subspecies). (in French).